# Henri Maître
Henri Maître (1883-1914), còn được viết là Henri Maitre hay Henry Maitre, là một nhà thám hiểm, dân tộc học và một thực dân người Pháp. Thông qua những chuyến khảo sát từ năm 1909 đến 1911, ông đã cho xuất bản tập ghi chép "Les Jungles Moï", công trình nghiên cứu thực địa rất có giá trị về vùng Tây Nguyên Việt Nam, tại Paris năm 1912. Tác phẩm đã được nhà văn Nguyên Ngọc dịch sang tiếng Việt và xuất bản dưới tên "Rừng người Thượng". Ông bị tù trưởng N'Trang Lơng giết chết năm 1914 do mâu thuẫn giữa người bản xứ và các thực dân.